# Olympia (Magritte)
Olympia é uma pintura do artista belga René Magritte. A obra de 1948 tem 60 por 80 centímetros e seu valor estimado é de três milhões de Euros.
Em 24 de setembro de 2009 a pintura foi roubada de um museu de Bruxelas, pouco depois de sua abertura.